# Desenzano del Garda
Desenzano del Garda là một đô thị thuộc tỉnh Brescia trong vùng Lombardia ở Ý. Đô thị này có diện tích 60 km², dân số 23.662 người.
Đô thị này có các làng sau: Rivoltella, Vaccarolo, San Martino della Battaglia.
Đô thị này giáp với các đô thị sau: Lonato, Padenghe sul Garda, Peschiera del Garda, Pozzolengo, Sirmione.